# 劉俊男
劉俊男（1982年3月4日—），為台灣的棒球選手之一，曾經效力於中華職棒兄弟象隊，守備位置為投手，但是目前已經遭到兄弟象隊釋出，後轉而加入桃園航空城隊，並在2009年職棒假球案事件遭檢調約談，因坦承犯行，以十萬元交保，後以緩起訴處分（需服四十至二百小時義務勞務，期限一至三年不等）。從此終身禁賽。擅長球路為指叉球。
劉俊男本來在前兄弟象投手教練中込伸和橫田久則調教下，被球團及球迷視為兄弟象新一代的王牌投手，但沒想到在2006年兄弟象眾多傷兵之下，成為該年中華職棒吞下最多敗投的投手。隔年，雖然成績較有起色，但因為在防禦率較為偏高的情況下，還是在2007年球季末遭到兄弟象解約，而後轉而加入桃園航空城隊，並在2009年職棒假球案事件遭檢調約談，因坦承犯行，以十萬元交保，後以緩起訴處分（需服四十至二百小時義務勞務，期限一至三年不等）。

## 經歷
- 高雄縣八卦國小少棒隊
- 高雄縣鳥松國中青少棒隊
- 台北體專青棒隊
- 台北體院棒球隊
- 兄弟象隊代訓球員
- 中華職棒兄弟象隊（2004年－2007年）
- 臺北縣新埔國小少棒隊教練

## 職棒生涯成績
粗體字為全聯盟最佳或最高記錄
| 年度   | 球隊   | 出賽 | 勝投 | 敗投 | 中繼 | 救援 | 完投 | 完封 | 四死 | 三振 | 責失 | 投球局數 | 防禦率 |
| ------ | ------ | ---- | ---- | ---- | ---- | ---- | ---- | ---- | ---- | ---- | ---- | -------- | ------ |
| 2004年 | 兄弟象 | 5    | 0    | 0    | 0    | 0    | 0    | 0    | 4    | 3    | 10   | 7.0      | 12.88  |
| 2005年 | 兄弟象 | 12   | 2    | 1    | 0    | 0    | 0    | 0    | 20   | 21   | 15   | 48.2     | 2.81   |
| 2006年 | 兄弟象 | 29   | 4    | 13   | 1    | 1    | 0    | 0    | 68   | 64   | 74   | 135.2    | 4.91   |
| 2007年 | 兄弟象 | 36   | 7    | 6    | 0    | 1    | 0    | 0    | 51   | 39   | 62   | 82.0     | 6.81   |
| 合計   | 4年    | 72   | 13   | 20   | 1    | 1    | 0    | 0    | 143  | 127  | 161  | 272.2    | 5.31   |

## 外部連結
- 劉俊男在台灣棒球維基館上的頁面（繁體中文）

1. ↑  中時新聞網. . 中時新聞網. 2010-02-11  [2025-07-21] （中文（臺灣））.
2. ↑  . www.google.com.   [2025-07-21].
3. ↑  .   [2025-07-21].
4. ↑  中時新聞網. . 中時新聞網. 2010-02-11  [2025-07-21] （中文（臺灣））.